# Slobodan Branković
Slobodan Branković (né le 1er octobre 1967 à Obrenovac) est un athlète serbe, spécialiste des épreuves de sprint.

## Biographie
Il concourt dès la fin des années 1980 sous les couleurs de la République fédérative socialiste de Yougoslavie et participe aux Jeux olympiques de 1992 sous la bannière olympique des athlètes indépendants. Il concourt à partir de 1993 pour la Serbie-et-Monténégro.
En 1992, Slobodan Branković remporte le titre du 400 m des Championnats d'Europe en salle de Gênes, dans le temps de 46 s 33, en devançant l'Italien Andrea Nuti et le Britannique David Grindley. 
Il est désigné, en Yougoslavie, sportif toutes disciplines de l'année 1992.
Il exerce la fonction de secrétaire général de la Fédération serbe d'athlétisme.

### Palmarès
| Date | Compétition                    | Lieu     | Résultat | Épreuve   |
| ---- | ------------------------------ | -------- | -------- | --------- |
| 1989 | Championnats du monde en salle | Budapest | 4e       | 400 m     |
| 1990 | Championnats d'Europe          | Split    | 6e       | 400 m     |
| 1990 | Championnats d'Europe          | Split    | 5e       | 4 x 400 m |
| 1991 | Jeux méditerranéens            | Athènes  | 2e       | 4 x 400 m |
| 1991 | Championnats du monde          | Tokyo    | 4e       | 4 x 400 m |
| 1992 | Championnats d'Europe en salle | Gênes    | 1er      | 400 m     |

### Records
| Épreuve | Performance | Lieu     | Date           |
| ------- | ----------- | -------- | -------------- |
| 200 m   | 20 s 89     | Belgrade | 4 juillet 1993 |
| 400 m   | 45 s 30     | Split    | 29 août 1990   |